# Dorcopsulus
Dorcopsulus is een geslacht van kangoeroes dat voorkomt in de bergen van Midden- en Oost-Nieuw-Guinea. De twee soorten van dit geslacht werden vroeger tot Dorcopsis gerekend. Het zijn kleine kangoeroes met een dichte, fijne vacht. De staart is slechts deels behaard; een derde tot de helft is nauwelijks behaard.
Er zijn twee soorten:
- Dorcopsulus macleayi – Macleaywallaby (Oost-Nieuw-Guinea)
- Dorcopsulus vanheurni (Midden- en Oost-Nieuw-Guinea)